# Un village français
Un village français è una serie televisiva francese del 2009 trasmessa dal 4 giugno 2009 su France 3.
In Italia, la serie è inedita.

## Trama
La vicenda è ambientata nel villaggio immaginario di Villeneuve, lungo il confine franco-svizzero nel dipartimento di Giura, in Francia. Il paese viene messo a dura prova dall'occupazione tedesca della Francia dal 1940 al 1945: i militari tedeschi della Gestapo prendono il controllo del governo locale e della polizia cittadina. Durante l'invasione, molti residenti vengono uccisi o feriti e i sopravvissuti tentano in tutti i modi di opporsi agli invasori. Il medico del villaggio viene assegnato come sindaco, e deve confrontarsi con le sfide, i dilemmi, le esigenze e le situazioni contraddittorie.

## Episodi
| Stagione         | Episodi | Prima TV Francia | Prima TV Italia |
| ---------------- | ------- | ---------------- | --------------- |
| Prima stagione   | 6       | 2009             | inedita         |
| Seconda stagione | 6       | 2009             | inedita         |
| terza stagione   | 12      | 2010-2011        | inedita         |
| Quarta stagione  | 12      | 2012             | inedita         |
| Quinta stagione  | 12      | 2013             | inedita         |
| Sesta stagione   | 12      | 2014-2015        | inedita         |
| Settima stagione | 6       | 2016-2017        | inedita         |